# Submitters
Submitters (en möjlig översättning till engelska av muslimer) är en beteckning på reformistiska, moderata samfund som The International Community of Submitters (ICS) och The United Submitters International (USI). Enligt submitters ska man enbart följa Guds skrifter och inget annat, eftersom Koranen är den sista skriften så bör en muslim endast följa den och inte hadither och sunna som har tillskrivits profeten Muhammad efter hans död. Submitters tror på dem tidigare heliga skrifterna men menar att visa delar av de har blivit förvanskade av människor, därför anses Koranen vara den enda absoluta boken idag för religiös vägledning. Submitters anser därför att monoteismen innefattar att enbart lita till Guds nedtecknade ord, och att det är innebörden av det första budordet (Dyrka endast Gud, det finns ingen annan gud) som det uttryckts i Gamla testamentet, Nya testamentet och Koranen. 
The United Submitters International (USI), Submitters", följer anvisningarna av Rashad Khalifa (1935-1990, mördad), en egyptisk-amerikansk biokemist, verksam i St. Louis, som år 1969 började studera Koranen ur matematisk synvinkel och som avfärdade hadith och sunna. Den ursprungliga gruppen khalifa-orienterade submitters formerades i en moské i Tucson i Arizona, och sedan dess har grupperingen vuxit numerärt och geografiskt. Submitters förnekar den traditionella shahadan (trosbekännelsen), "Det finns ingen gud förutom Gud och Muhammad är Guds budbärare" och menar istället att den rätta shahadan i koranen är "Det finns ingen gud förutom Gud" som Gud själv nämner i sura 3 vers 18. Att lägga till Muhammad i shahadan och kontaktbönen går emot verserna 2:285 och 75:18-20. 
Anledningen till förnekandet av Hadith och Sunnah är att vers 69:38 och framåt tydligt visar att profeten var förbjuden att yttra några andra läror vid sidan av koranen. I vers 6:114 säger Gud att Koranen är "Fullt detaljerad och perfekt, något som återkommer i koranen bland annat i verserna 7:52 och 12:111, samt 6:38 och 6:19.
USI proklamerar även följande:
- All dyrkan ska tillägnas endast Gud.
- Ingen människa får omnämnas i bönen (eftersom detta skulle vara idolisering).
- Koranen är den sista skrift som Gud uppenbarat för människan, och den enda religiösa vägledningen.
- Islam – som världen känner den idag – har förvanskats bortom igenkännlighet på grund av tilltron till hadith och sunnah.
- Rashad Khalifa var den konsoliderande och renande Förbundets budbärare/sändebud som förutsades i Bibeln (Malaki 3:1-21, Lukas 17:22-36, Matteus 24:27) och i Koranen (3:81).
- Gud har lagt in en verifierande kod i alla sina skrifter, inklusive Koranen, baserad på talet 19.[2]
- Talet 19 respresenterar Guds enhet eftersom det arabiska ordet "Wahed" (En) har det numerologiska värdet 19.[3]